# Aldehydhydrate
Aldehydhydrate (geminale Diole) sind meist instabile Produkte der Anlagerung von Wasser (Hydratisierung) an einen Aldehyd.

## Eigenschaften und Beispiele

Chloralhydrat, ein Aldehydhydrat

Ninhydrin, ein Ketonhydrat

Methanal (Formaldehyd) liegt in wässriger Lösung zu 100 % als Aldehydhydrat vor, Ethanal (Acetaldehyd) zu 58 %. Beim Entfernen des Wassers (z. B. durch Erhitzen) zersetzen sich die Aldehydhydrate unter Abspaltung von Wasser und Bildung des Aldehyds.
Chloralhydrat ist ein Beispiel eines stabilen Aldehydhydrats. Hier stabilisiert der starke elektronenanziehende −I-Effekt der drei Chloratome das Hydratmolekül.
Da in Aldehydhydraten zwei Hydroxygruppen an ein Kohlenstoffatom gebunden sind, stellt diese Stoffgruppe eine Ausnahme von der Erlenmeyer-Regel dar.
Auch Ketone können Hydrate bilden, allerdings liegt das Gleichgewicht bei Ketonen meist weit auf der Seite der Carbonylverbindung. Stark akzeptorsubstituierte Ketone wie Hexafluoraceton oder Ninhydrin liegen jedoch als Hydrat vor.

## Bildungsreaktion
Das Wassermolekül greift als Nukleophil mit einem freien Elektronenpaar am Sauerstoff den elektrophilen Carbonylkohlenstoff an. Dabei entsteht ein Zwitterion, das sich durch Deprotonierung der (OH2)+-Gruppe und Protonierung des Sauerstoffanions zu jeweils einer Hydroxygruppe stabilisiert.
Die Reaktion ist eine Gleichgewichtsreaktion, das Gleichgewicht liegt nur in Sonderfällen wie Formaldehyd und Chloral komplett auf der rechten Seite.